# 1916 في إسبانيا
فيما يلي قوائم الأحداث التي وقعت خلال عام 1916 في إسبانيا.

## سياسة

### تعيين في المنصب
- 25 فبراير – ألفارو دي فيجويرا وتورس Minister of State of Spain ‏.

### انتهاء فترة المنصب
- 30 أبريل – ألفارو دي فيجويرا وتورس Minister of State of Spain ‏.

## مواليد

### يناير
- 22 يناير – إدموندو سواريز

### مارس
- 15 مارس – بلاس دي أوتيرو

### أبريل
- 19 أبريل – ديليو رودريغيث درّاج طريق إسباني.

### مايو
- 11 مايو – كاميلو خوسيه ثيلا روائي إسباني.

### أغسطس
- 28 أغسطس – كارلوس كونتي فنان قصص مصورة إسباني.

### سبتمبر
- 29 سبتمبر – أنطونيو بويرو باييخو كاتب مسرحي إسباني.

## وفيات

### سبتمبر
- 14 سبتمبر – خوسيه إتشيغاراي (مواليد 1832) رياضياتي إسباني.